# Symbolstein von Dunachton

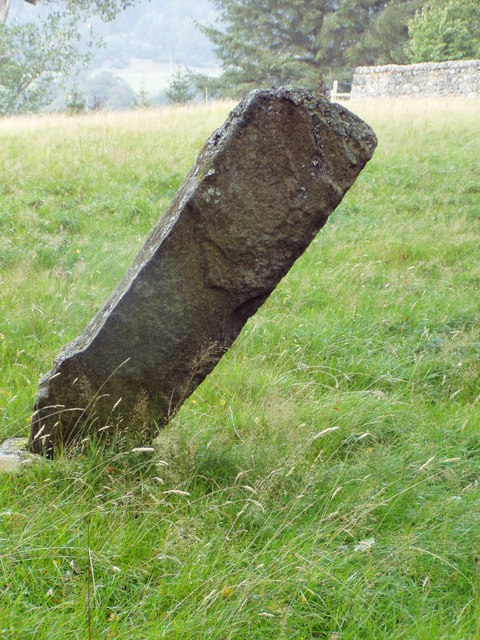
Symbolstein von Dunachton

Der piktische Symbolstein von Dunachton ist ein Stein der Kategorie Class I. Er steht im Garten der Dunachton Lodge, unweit der A9 in Inverness-shire in den Highlands in Schottland und stammt aus dem 7. Jahrhundert.
Der 1,31 m hohe, 0,4 m breite und 0,11 m dicke piktische Symbolstein aus Diorit wurde 1870 gefunden, als die alte Lodge abgerissen und die Steine für den Bau der neuen verwendet wurden. Er war als Sturz über einer Tür wiederverwendet worden. Er wurde auf einem Sandsteinsockel im Garten errichtet und ist mehrmals umgefallen und wieder aufgestellt worden. Die Dunachton Lodge wurde auf dem Gelände eines Schlosses errichtet.

## Beschreibung
Es ist eine sich verjüngende säulenartige Platte mit einem einzelnen Symbol, das am oberen Ende eingeschnitten ist. Dies ist ein nach rechts gerichteter Hirschkopf, mit einem großen Auge, einem gestochenen Ohr, einer Spirale am Nacken und einer vertikalen Linie, die in der Mitte des Halses endet. Das Ende der Hirschschnauze an der rechten oberen Ecke, wo der Stein beschädigt ist, fehlt.

## Klassifikation
In „The Early Christian Monuments of Scotland“ (1903) klassifizierten John Romilly Allen (1847–1907) und Joseph Anderson (1832–1916) die Steine in drei Klassen. Kritiker haben Schwächen in dem System festgestellt, aber es wird weiterverwendet. Class 1 sind unbearbeitete Steine mit eingeschnittenen Symbolen. Es gibt keine Kreuzdarstellungen. Die Steine stammen aus dem 6., 7. und 8. Jahrhundert.
Derzeit sind etwa 350 Steine bekannt, es werden aber immer wieder neue entdeckt.
In der Nähe liegt das Souterrain Raitts Cave.